# آنا مولر
آنا مولر (بالألمانية: Anna Müller-Lincke)‏ (و. 1869 – 1935 م) هي ممثلة مسرحية، وممثلة أفلام ألمانية، ولدت في برلين، توفيت في برلين، عن عمر يناهز 66 عاماً.

## وصلات خارجية
- آنا مولر على موقع IMDb (الإنجليزية)
- آنا مولر على موقع قاعدة بيانات الأفلام السويدية (السويدية)
- آنا مولر على موقع قاعدة بيانات الفيلم (الإنجليزية)
- آنا مولر على موقع كينوبويسك (الروسية)

- آنا مولر في قاعدة بيانات الأفلام على الإنترنت